# Fuhrmannodesmus albus
Fuhrmannodesmus albus är en mångfotingart som beskrevs av Karl Wilhelm Verhoeff 1941. Fuhrmannodesmus albus ingår i släktet Fuhrmannodesmus och familjen Fuhrmannodesmidae. Inga underarter finns listade i Catalogue of Life.